# Echinoclathria beringensis
Echinoclathria beringensis är en svampdjursart som först beskrevs av Jörn Hentschel 1929.  Echinoclathria beringensis ingår i släktet Echinoclathria och familjen Microcionidae. Inga underarter finns listade i Catalogue of Life.